# Izocitrat dehidrogenaza (NADP+)
Izocitrat dehidrogenaza (+) (EC 1.1.1.42, oksalosukcinatna dekarboksilaza, oksalsukcinska dekarboksilaza, izocitratna (NADP) dehidrogenaza, izocitratna (nikotinamid adenin dinukleotid fosfat) dehidrogenaza, NADP-specifična izocitratna dehidrogenaza, NADP-vezana izocitratna dehidrogenaza, NADP-zavisna izocitratna dehidrogenaza, NADP isocitratna dehidrogenaza, izocitratna dehidrogenaza (NADP zavisna), NADP-zavisna isocitratna dehidrogenaza, trifosfopiridin nukleotid vezana izocitratna dehidrogenaza - oksalosukcinatna karboksilaza, +-vezana izocitratna dehidrogenaza, ) je enzim sa sistematskim imenom izocitrat:NADP+ oksidoreduktaza (dekarboksilacija). Ovaj enzim katalizuje sledeću hemijsku reakciju
izocitrat + + {\displaystyle \rightleftharpoons } 2-oksoglutarat + 2 + + (overall reakcija)
(1a) izocitrat + + {\displaystyle \rightleftharpoons } oksalosukcinat + NADPH + H+
(1b) oksalosukcinat {\displaystyle \rightleftharpoons } 2-oksoglutarat + 2
Za aktivaciju su neophodni Mn2+ ili Mg2+. Za razliku od EC 1.1.1.41, izocitratne dehidrogenaze (NAD+), ovaj enzim može da koristiti oksalosukcinat kao supstrat. Kod eukariota, izocitrat dehidrogenaza postoji u dve forme: enzim vezan za NAD+ koji je prisutan samo u mitohondrijama i ispoljava alosterna svojstva, i nealosterni, NADP+-vezani enzim koji je prisutan u mitohondrijama i u citoplazmi. Enzimi pojedinih vrsta takođe mogu da koriste NAD+, ali funkcionišu znatno sporije.

## Literatura
- Nicholas C. Price; Lewis Stevens (1999). Fundamentals of Enzymology: The Cell and Molecular Biology of Catalytic Proteins (Third изд.). USA: Oxford University Press. ISBN 019850229X.
- Eric J. Toone (2006). Advances in Enzymology and Related Areas of Molecular Biology, Protein Evolution (Volume 75 изд.). Wiley-Interscience. ISBN 0471205036.
- Branden C; Tooze J. Introduction to Protein Structure. New York, NY: Garland Publishing. ISBN 0-8153-2305-0.
- Irwin H. Segel. Enzyme Kinetics: Behavior and Analysis of Rapid Equilibrium and Steady-State Enzyme Systems (Book 44 изд.). Wiley Classics Library. ISBN 0471303097.
- William P. Jencks (1987). Catalysis in Chemistry and Enzymology. Dover Publications. ISBN 0486654605.

## Spoljašnje veze
- Isocitrate+dehydrogenase+(NADP+) на 